# Coupe Davis 1952
Pour un article plus général, voir Coupe Davis.
Navigation
Édition précédente Édition suivante
La Coupe Davis 1952 est la 41e édition de ce tournoi de tennis professionnel masculin par nations. Les rencontres se déroulent du 1er mai au 31 décembre dans différents lieux.
L'Australie (double tenante du titre) remporte son 10e saladier d'argent grâce à sa victoire lors du "Challenge Round" face aux États-Unis (double finalistes sortants) par quatre victoires à une.

## Contexte

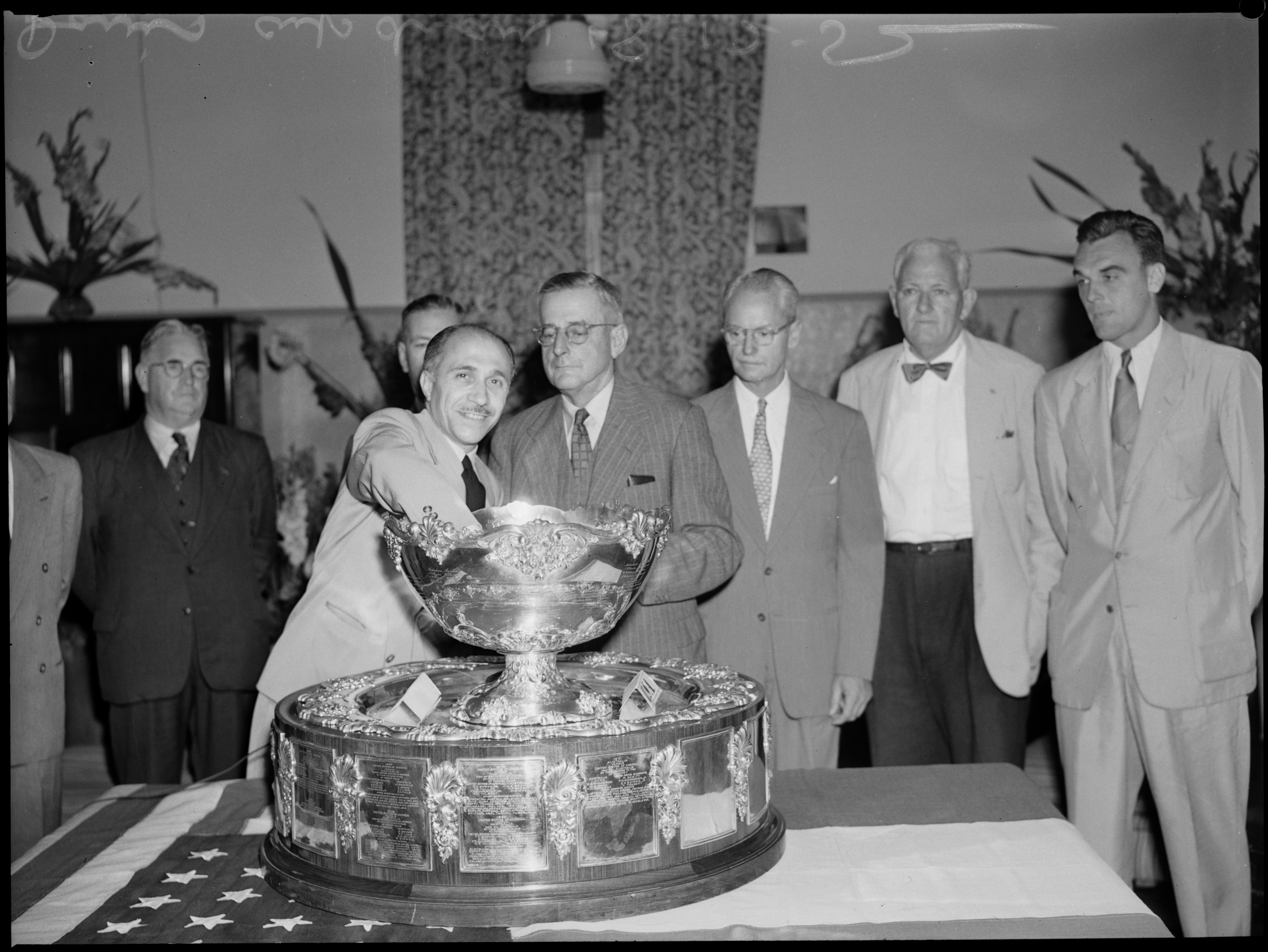
Tirage au sort de la Coupe Davis 1952.

Le tournoi se déroule au préalable dans les tours préliminaires de la "Zone Europe". Un total de 30 nations participent à la compétition :
- 1 dans la "Zone Est",
- 5 dans la "Zone Amérique",
- 23 dans la "Zone Europe" (incluant l'Afrique).,
- plus l'Australie ayant remporté l'édition précédente, ainsi qualifiée pour le "Challenge round".

## Résultats

### Tableau du top 16 mondial
|  | Huitièmes de finale Plusieurs dates                                                 | Huitièmes de finale Plusieurs dates                                                 |           |                                                  | Quarts de finale Plusieurs dates                                  | Quarts de finale Plusieurs dates                                  |   |  | Demi-finales Plusieurs dates                                   | Demi-finales Plusieurs dates                                   |  |  | Finale du tout venant 18 - 20 décembre    | Finale du tout venant 18 - 20 décembre    |
|  | Huitièmes de finale Plusieurs dates                                                 | Huitièmes de finale Plusieurs dates                                                 |           |                                                  | Quarts de finale Plusieurs dates                                  | Quarts de finale Plusieurs dates                                  |   |  | Demi-finales Plusieurs dates                                   | Demi-finales Plusieurs dates                                   |  |  | Finale du tout venant 18 - 20 décembre    | Finale du tout venant 18 - 20 décembre    |
|  |                                                                                     |                                                                                     |           |                                                  |                                                                   |                                                                   |   |  |                                                                |                                                                |  |  |                                           |                                           |
|  | Demi-finale Europe (11 - 13 juillet) Milan, Italie (terre battue ext.)              | Demi-finale Europe (11 - 13 juillet) Milan, Italie (terre battue ext.)              |           |                                                  | Finale Europe (25 - 28 juillet) Milan, Italie (terre battue ext.) | Finale Europe (25 - 28 juillet) Milan, Italie (terre battue ext.) |   |  | Inter-zone (11 - 13 décembre) Brisbane, Australie (gazon ext.) | Inter-zone (11 - 13 décembre) Brisbane, Australie (gazon ext.) |  |  | Inter-zone Sydney, Australie (gazon ext.) | Inter-zone Sydney, Australie (gazon ext.) |
|  | Demi-finale Europe (11 - 13 juillet) Milan, Italie (terre battue ext.)              | Demi-finale Europe (11 - 13 juillet) Milan, Italie (terre battue ext.)              |           |                                                  | Finale Europe (25 - 28 juillet) Milan, Italie (terre battue ext.) | Finale Europe (25 - 28 juillet) Milan, Italie (terre battue ext.) |   |  | Inter-zone (11 - 13 décembre) Brisbane, Australie (gazon ext.) | Inter-zone (11 - 13 décembre) Brisbane, Australie (gazon ext.) |  |  | Inter-zone Sydney, Australie (gazon ext.) | Inter-zone Sydney, Australie (gazon ext.) |
|  | Italie                                                                              | 4                                                                                   |           |                                                  | Finale Europe (25 - 28 juillet) Milan, Italie (terre battue ext.) | Finale Europe (25 - 28 juillet) Milan, Italie (terre battue ext.) |   |  | Inter-zone (11 - 13 décembre) Brisbane, Australie (gazon ext.) | Inter-zone (11 - 13 décembre) Brisbane, Australie (gazon ext.) |  |  | Inter-zone Sydney, Australie (gazon ext.) | Inter-zone Sydney, Australie (gazon ext.) |
|  | Italie                                                                              | 4                                                                                   |           |                                                  | Finale Europe (25 - 28 juillet) Milan, Italie (terre battue ext.) | Finale Europe (25 - 28 juillet) Milan, Italie (terre battue ext.) |   |  | Inter-zone (11 - 13 décembre) Brisbane, Australie (gazon ext.) | Inter-zone (11 - 13 décembre) Brisbane, Australie (gazon ext.) |  |  | Inter-zone Sydney, Australie (gazon ext.) | Inter-zone Sydney, Australie (gazon ext.) |
|  | Danemark                                                                            | 1                                                                                   |           |                                                  | Finale Europe (25 - 28 juillet) Milan, Italie (terre battue ext.) | Finale Europe (25 - 28 juillet) Milan, Italie (terre battue ext.) |   |  | Inter-zone (11 - 13 décembre) Brisbane, Australie (gazon ext.) | Inter-zone (11 - 13 décembre) Brisbane, Australie (gazon ext.) |  |  | Inter-zone Sydney, Australie (gazon ext.) | Inter-zone Sydney, Australie (gazon ext.) |
|  | Danemark                                                                            | 1                                                                                   | Italie    | 3                                                |                                                                   |                                                                   |   |  | Inter-zone (11 - 13 décembre) Brisbane, Australie (gazon ext.) | Inter-zone (11 - 13 décembre) Brisbane, Australie (gazon ext.) |  |  | Inter-zone Sydney, Australie (gazon ext.) | Inter-zone Sydney, Australie (gazon ext.) |
|  | Demi-finale Europe (12 - 14 juillet) Paris, France(terre battue ext.)               |                                                                                     | Italie    | 3                                                |                                                                   |                                                                   |   |  | Inter-zone (11 - 13 décembre) Brisbane, Australie (gazon ext.) | Inter-zone (11 - 13 décembre) Brisbane, Australie (gazon ext.) |  |  | Inter-zone Sydney, Australie (gazon ext.) | Inter-zone Sydney, Australie (gazon ext.) |
|  |                                                                                     | Belgique                                                                            | 1         |                                                  |                                                                   |                                                                   |   |  | Inter-zone (11 - 13 décembre) Brisbane, Australie (gazon ext.) | Inter-zone (11 - 13 décembre) Brisbane, Australie (gazon ext.) |  |  | Inter-zone Sydney, Australie (gazon ext.) | Inter-zone Sydney, Australie (gazon ext.) |
|  | France                                                                              | Belgique                                                                            | 1         | 2                                                |                                                                   |                                                                   |   |  | Inter-zone (11 - 13 décembre) Brisbane, Australie (gazon ext.) | Inter-zone (11 - 13 décembre) Brisbane, Australie (gazon ext.) |  |  | Inter-zone Sydney, Australie (gazon ext.) | Inter-zone Sydney, Australie (gazon ext.) |
|  | France                                                                              |                                                                                     |           | 2                                                |                                                                   |                                                                   |   |  | Inter-zone (11 - 13 décembre) Brisbane, Australie (gazon ext.) | Inter-zone (11 - 13 décembre) Brisbane, Australie (gazon ext.) |  |  | Inter-zone Sydney, Australie (gazon ext.) | Inter-zone Sydney, Australie (gazon ext.) |
|  | Belgique                                                                            | 3                                                                                   |           |                                                  |                                                                   |                                                                   |   |  | Inter-zone (11 - 13 décembre) Brisbane, Australie (gazon ext.) | Inter-zone (11 - 13 décembre) Brisbane, Australie (gazon ext.) |  |  | Inter-zone Sydney, Australie (gazon ext.) | Inter-zone Sydney, Australie (gazon ext.) |
|  | Belgique                                                                            | 3                                                                                   | Italie    | 3                                                |                                                                   |                                                                   |   |  |                                                                |                                                                |  |  | Inter-zone Sydney, Australie (gazon ext.) | Inter-zone Sydney, Australie (gazon ext.) |
|  |                                                                                     |                                                                                     | Italie    | 3                                                |                                                                   |                                                                   |   |  |                                                                |                                                                |  |  | Inter-zone Sydney, Australie (gazon ext.) | Inter-zone Sydney, Australie (gazon ext.) |
|  |                                                                                     | Inde                                                                                | 2         |                                                  |                                                                   |                                                                   |   |  |                                                                |                                                                |  |  | Inter-zone Sydney, Australie (gazon ext.) | Inter-zone Sydney, Australie (gazon ext.) |
|  | Inde                                                                                | Inde                                                                                | 2         |                                                  |                                                                   |                                                                   |   |  |                                                                |                                                                |  |  | Inter-zone Sydney, Australie (gazon ext.) | Inter-zone Sydney, Australie (gazon ext.) |
|  | Finale Amériques (8 - 10 août) Montréal, Canada (gazon ext.)                        |                                                                                     |           |                                                  |                                                                   |                                                                   |   |  |                                                                |                                                                |  |  | Inter-zone Sydney, Australie (gazon ext.) | Inter-zone Sydney, Australie (gazon ext.) |
|  | Bye                                                                                 |                                                                                     |           |                                                  |                                                                   |                                                                   |   |  |                                                                |                                                                |  |  | Inter-zone Sydney, Australie (gazon ext.) | Inter-zone Sydney, Australie (gazon ext.) |
|  | Inde                                                                                |                                                                                     |           |                                                  |                                                                   |                                                                   |   |  |                                                                |                                                                |  |  | Inter-zone Sydney, Australie (gazon ext.) | Inter-zone Sydney, Australie (gazon ext.) |
|  |                                                                                     |                                                                                     |           |                                                  |                                                                   |                                                                   |   |  |                                                                |                                                                |  |  | Inter-zone Sydney, Australie (gazon ext.) | Inter-zone Sydney, Australie (gazon ext.) |
|  |                                                                                     | Bye                                                                                 |           |                                                  |                                                                   |                                                                   |   |  |                                                                |                                                                |  |  | Inter-zone Sydney, Australie (gazon ext.) | Inter-zone Sydney, Australie (gazon ext.) |
|  |                                                                                     |                                                                                     |           |                                                  |                                                                   |                                                                   |   |  |                                                                |                                                                |  |  | Inter-zone Sydney, Australie (gazon ext.) | Inter-zone Sydney, Australie (gazon ext.) |
|  | Demi-finale Amériques (1er - 3 août) Montréal, Canada (gazon ext.)                  |                                                                                     |           |                                                  |                                                                   |                                                                   |   |  |                                                                |                                                                |  |  | Inter-zone Sydney, Australie (gazon ext.) | Inter-zone Sydney, Australie (gazon ext.) |
|  |                                                                                     |                                                                                     |           |                                                  |                                                                   |                                                                   |   |  |                                                                |                                                                |  |  | Inter-zone Sydney, Australie (gazon ext.) | Inter-zone Sydney, Australie (gazon ext.) |
|  | Italie                                                                              | 0                                                                                   |           |                                                  |                                                                   |                                                                   |   |  |                                                                |                                                                |  |  |                                           |                                           |
|  | Italie                                                                              | 0                                                                                   |           |                                                  |                                                                   |                                                                   |   |  |                                                                |                                                                |  |  |                                           |                                           |
|  |                                                                                     | États-Unis                                                                          | 5         |                                                  |                                                                   |                                                                   |   |  |                                                                |                                                                |  |  |                                           |                                           |
|  | Canada                                                                              | États-Unis                                                                          | 5         |                                                  |                                                                   |                                                                   |   |  |                                                                |                                                                |  |  |                                           |                                           |
|  |                                                                                     |                                                                                     |           |                                                  |                                                                   |                                                                   |   |  |                                                                |                                                                |  |  |                                           |                                           |
|  | Bye                                                                                 |                                                                                     |           |                                                  |                                                                   |                                                                   |   |  |                                                                |                                                                |  |  |                                           |                                           |
|  | Canada                                                                              | 5                                                                                   |           |                                                  |                                                                   |                                                                   |   |  |                                                                |                                                                |  |  |                                           |                                           |
|  | Canada                                                                              | 5                                                                                   |           |                                                  |                                                                   |                                                                   |   |  |                                                                |                                                                |  |  |                                           |                                           |
|  |                                                                                     | Mexique                                                                             | 0         |                                                  |                                                                   |                                                                   |   |  |                                                                |                                                                |  |  |                                           |                                           |
|  | Bye                                                                                 | Mexique                                                                             | 0         |                                                  |                                                                   |                                                                   |   |  |                                                                |                                                                |  |  |                                           |                                           |
|  | Demi-finale Amériques (1er - 3 août) La Havane, Cuba (???)                          |                                                                                     |           |                                                  |                                                                   |                                                                   |   |  |                                                                |                                                                |  |  |                                           |                                           |
|  | Mexique                                                                             |                                                                                     |           |                                                  |                                                                   |                                                                   |   |  |                                                                |                                                                |  |  |                                           |                                           |
|  | Canada                                                                              | 1                                                                                   |           |                                                  |                                                                   |                                                                   |   |  |                                                                |                                                                |  |  |                                           |                                           |
|  | Canada                                                                              | 1                                                                                   |           |                                                  |                                                                   |                                                                   |   |  |                                                                |                                                                |  |  |                                           |                                           |
|  |                                                                                     | États-Unis                                                                          | 4         |                                                  |                                                                   |                                                                   |   |  |                                                                |                                                                |  |  |                                           |                                           |
|  | Cuba                                                                                | États-Unis                                                                          | 4         |                                                  |                                                                   |                                                                   |   |  |                                                                |                                                                |  |  |                                           |                                           |
|  |                                                                                     |                                                                                     |           |                                                  |                                                                   |                                                                   |   |  |                                                                |                                                                |  |  |                                           |                                           |
|  | Bye                                                                                 |                                                                                     |           | Challenge round 29 - 31 décembre                 | Challenge round 29 - 31 décembre                                  |                                                                   |   |  |                                                                |                                                                |  |  |                                           |                                           |
|  | Bye                                                                                 | Cuba                                                                                | 0         | Challenge round 29 - 31 décembre                 | Challenge round 29 - 31 décembre                                  |                                                                   |   |  |                                                                |                                                                |  |  |                                           |                                           |
|  | Quart de finale Amériques (25 - 27 juillet) Cincinnati, OH, États-Unis (gazon ext.) | Quart de finale Amériques (25 - 27 juillet) Cincinnati, OH, États-Unis (gazon ext.) | 0         | Challenge round Adélaïde, Australie (gazon ext.) | Challenge round Adélaïde, Australie (gazon ext.)                  |                                                                   |   |  |                                                                |                                                                |  |  |                                           |                                           |
|  | Quart de finale Amériques (25 - 27 juillet) Cincinnati, OH, États-Unis (gazon ext.) | Quart de finale Amériques (25 - 27 juillet) Cincinnati, OH, États-Unis (gazon ext.) |           | Challenge round Adélaïde, Australie (gazon ext.) | Challenge round Adélaïde, Australie (gazon ext.)                  | États-Unis                                                        | 5 |  |                                                                |                                                                |  |  |                                           |                                           |
|  | Japon                                                                               | 0                                                                                   | Australie | 4                                                |                                                                   | États-Unis                                                        | 5 |  |                                                                |                                                                |  |  |                                           |                                           |
|  | Japon                                                                               | 0                                                                                   | Australie | 4                                                |                                                                   |                                                                   |   |  |                                                                |                                                                |  |  |                                           |                                           |
|  | États-Unis                                                                          | 5                                                                                   |           | États-Unis                                       | 1                                                                 |                                                                   |   |  |                                                                |                                                                |  |  |                                           |                                           |
|  | États-Unis                                                                          | 5                                                                                   |           | États-Unis                                       | 1                                                                 |                                                                   |   |  |                                                                |                                                                |  |  |                                           |                                           |

### Matchs détaillés

#### Finale du tout venant
| | Italie | 0                                   | - | 5 | États-Unis |   |   |
| --- | ------ | ----------------------------------- | - | - | ---------- | - | - |
| White City Stadium, Sydney, Australie |        |                                     |   |   |            |   |   |
| du 18 au 20 décembre 1952 sur gazon (ext.) |        |                                     |   |   |            |   |   |
| \| 1 \| \| Fausto Gardini \| 7 \| 6 \| 3 \| 6 \| 3 \| \| 1 \| \| Vic Seixas \| 5 \| 3 \| 6 \| 8 \| 6 \| \| 2 \| \| Gianni Cucelli \| 3 \| 1 \| 3 \| \| \| \| 2 \| \| Tony Trabert \| 6 \| 6 \| 6 \| \| \| \| 3 \| \| Marcello Del Bello - Gianni Cucelli \| 4 \| 3 \| 2 \| \| \| \| 3 \| \| Vic Seixas - Tony Trabert \| 6 \| 6 \| 6 \| \| \| \| \| \| \| \| \| \| \| \| \| 4 \| \| Rolando Del Bello \| 5 \| 3 \| 7 \| 3 \| \| \| 4 \| \| Ham Richardson \| 7 \| 6 \| 5 \| 6 \| \| \| \| \| \| \| \| \| \| \| \| 5 \| \| Fausto Gardini \| 3 \| 7 \| 5 \| 3 \| \| \| 5 \| \| Tony Trabert \| 6 \| 5 \| 7 \| 6 \| \| \| \| \| \| \| \| \| \| \| |        |                                     |   |   |            |   |   |
| 1 |        | Fausto Gardini                      | 7 | 6 | 3          | 6 | 3 |
| 1 |        | Vic Seixas                          | 5 | 3 | 6          | 8 | 6 |
| 2 |        | Gianni Cucelli                      | 3 | 1 | 3          |   |   |
| 2 |        | Tony Trabert                        | 6 | 6 | 6          |   |   |
| 3 |        | Marcello Del Bello - Gianni Cucelli | 4 | 3 | 2          |   |   |
| 3 |        | Vic Seixas - Tony Trabert           | 6 | 6 | 6          |   |   |
| |        |                                     |   |   |            |   |   |
| 4 |        | Rolando Del Bello                   | 5 | 3 | 7          | 3 |   |
| 4 |        | Ham Richardson                      | 7 | 6 | 5          | 6 |   |
| |        |                                     |   |   |            |   |   |
| 5 |        | Fausto Gardini                      | 3 | 7 | 5          | 3 |   |
| 5 |        | Tony Trabert                        | 6 | 5 | 7          | 6 |   |
| |        |                                     |   |   |            |   |   |

### Challenge Round
La finale de la Coupe Davis 1952 se joue entre l'Australie et les États-Unis.
| | Australie | 4                            | -  | 1 | États-Unis |   |  |
| --- | --------- | ---------------------------- | -- | - | ---------- | - |  |
| Memorial Drive, Adélaïde, Australie |           |                              |    |   |            |   |  |
| du 29 au 31 décembre 1952 sur gazon (ext.) |           |                              |    |   |            |   |  |
| \| 1 \| \| Frank Sedgman \| 6 \| 6 \| 6 \| \| \| \| 1 \| \| Vic Seixas \| 3 \| 4 \| 3 \| \| \| \| 2 \| \| Ken McGregor \| 11 \| 6 \| 6 \| \| \| \| 2 \| \| Tony Trabert \| 9 \| 4 \| 1 \| \| \| \| 3 \| \| Ken McGregor - Frank Sedgman \| 6 \| 6 \| 1 \| 6 \| \| \| 3 \| \| Vic Seixas - Tony Trabert \| 3 \| 4 \| 6 \| 3 \| \| \| \| \| \| \| \| \| \| \| \| 4 \| \| Frank Sedgman \| 7 \| 6 \| 10 \| \| \| \| 4 \| \| Tony Trabert \| 5 \| 4 \| 8 \| \| \| \| \| \| \| \| \| \| \| \| \| 5 \| \| Ken McGregor \| 3 \| 6 \| 8 \| 3 \| \| \| 5 \| \| Vic Seixas \| 6 \| 8 \| 6 \| 6 \| \| \| \| \| \| \| \| \| \| \| |           |                              |    |   |            |   |  |
| 1 |           | Frank Sedgman                | 6  | 6 | 6          |   |  |
| 1 |           | Vic Seixas                   | 3  | 4 | 3          |   |  |
| 2 |           | Ken McGregor                 | 11 | 6 | 6          |   |  |
| 2 |           | Tony Trabert                 | 9  | 4 | 1          |   |  |
| 3 |           | Ken McGregor - Frank Sedgman | 6  | 6 | 1          | 6 |  |
| 3 |           | Vic Seixas - Tony Trabert    | 3  | 4 | 6          | 3 |  |
| |           |                              |    |   |            |   |  |
| 4 |           | Frank Sedgman                | 7  | 6 | 10         |   |  |
| 4 |           | Tony Trabert                 | 5  | 4 | 8          |   |  |
| |           |                              |    |   |            |   |  |
| 5 |           | Ken McGregor                 | 3  | 6 | 8          | 3 |  |
| 5 |           | Vic Seixas                   | 6  | 8 | 6          | 6 |  |
| |           |                              |    |   |            |   |  |